# Malešická (Praha)
Malešická ulice v Praze je ulice spojující Žižkov a Malešice. Je poměrně dlouhá, asi 3,4 km, a vede od parku Parukářka (východní část parku na Vrchu svatého Kříže) přibližně východním směrem na Malešické náměstí. Název má ulice od roku 1931.

## Trasa ulice
V Malešické ulici nejsou žádné významnější budovy ani instituce (kromě Národního filmového archivu, jehož sídlo je v Malešické 2706/12), zato jsou v její blízkosti významné zelené plochy:
- u začátku jsou dva parky, Parukářka (východní část parku na vrchu sv. Kříže) a Kapslovna (nově vznikající park),[2]
- Židovské pece,
- Malešický park,
- Malešický les.

V okolí Malešické je také řada po roce 2000 nově vzniklých či teprve vznikajících rezidenčních komplexů:
- Central Park Praha,
- Parková čtvrť (u Nákladového nádraží Praha-Žižkov),[3]
- Byty na Vackově,[4]
- Hvězdárna Třebešín,[5]
- Ecocity Malešice.[6]

Ulice začíná u parku Parukářka asi 50 m dlouhým úsekem směřujícím na jih, pak se v pravém úhlu stáčí k východu a pokračuje mezi bytovou zástavbou k Basilejskému náměstí (doprava v tomto úseku odbočuje ulice Ke Kapslovně). Na Basilejském náměstí křižuje Malešická ulici Jana Želivského.
Následuje kruhový objezd, do něhož ústí ze severu ulice Ambrožova, Malešická pokračuje dále na východ. Doleva na sever z ní pak odbočuje ulice Olgy Havlové a doprava na jih postupně tři ulice: K Červenému dvoru, Na Viktorce a U Staré cihelny (vpravo před touto křižovatkou je hotel Populus, za ní pak čerpací stanice s myčkou). V oblasti Vackova pak doleva na sever odbočuje ulice Na Vackově, pak je na pravé straně vjezd do sběrného dvora (Sběrný dvůr Vackov-Malešická). Následují další dvě odbočky doleva, na sever (Na Mokřině a Za Vackovem), vpravo je parkoviště a Penny Market. Zleva ústí do Malešické ulice Na Jarově, pak Malešická poměrně ostře zatáčí doprava, přejíždí most přes bývalou železniční trať a opouští tak území Prahy 3.
Pokračuje už na území Prahy 10, kde znovu ostře zahýbá doleva. Na její levé straně leží západní cíp Malešického lesíku a u něj Centrum sportu a zábavy Hector, doprava odbočuje Mölzerova ulice. Pak Malešická ulice vede kolem severní strany Malešického parku, proti němu doleva odbočuje ulice Marciho a Malešická začíná klesat. Nalevo ještě odbočuje Univerzitní, pak doprava Bydžovského, na další křižovatce napravo Kodicilova a doleva Bakalářská a Mistrovská, pak doprava Zálužanského, doleva Bacháčkova, na křižovatce za Malešickým mikropivovarem doleva odbočuje Kampanova a doprava Pobořská. Křižovatkou s Dřevčickou u Malešického náměstí Malešická ulice končí.
Mezi Basilejským náměstím a Malešickým náměstím je Malešickou ulicí vedeno několik autobusových linek (zastávky Basilejské náměstí, Olgy Havlové, Vackov, Habrová, Malešický park, Malešické náměstí).
Dlouhodobě se uvažuje o tzv. Jarovské třídě, která by měla vzniknout propojením Malešické a Českobrodské (koridorem bývalé železniční tratě na Jarově).

## Galerie

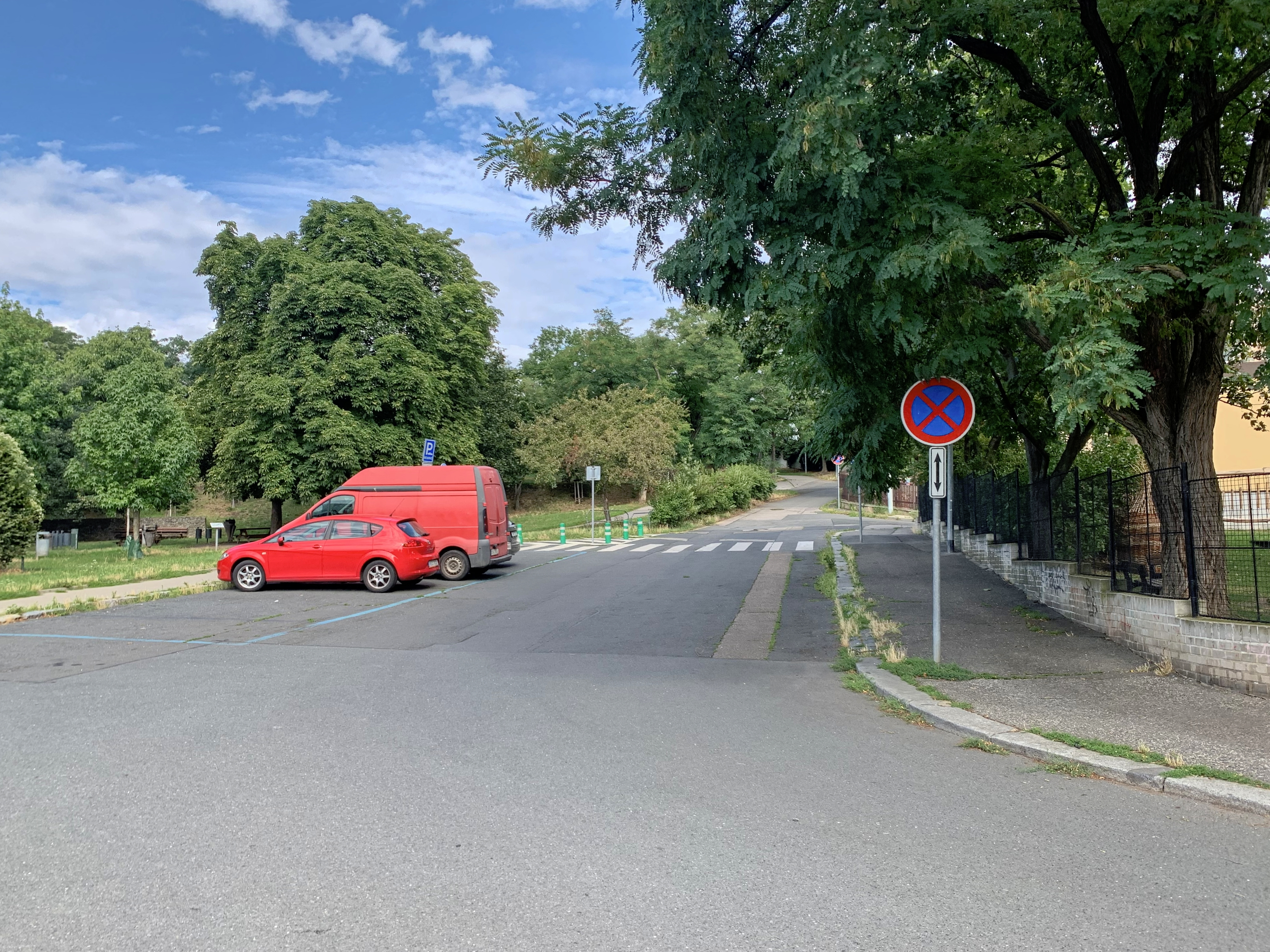
Začátek ulice u parku Parukářka
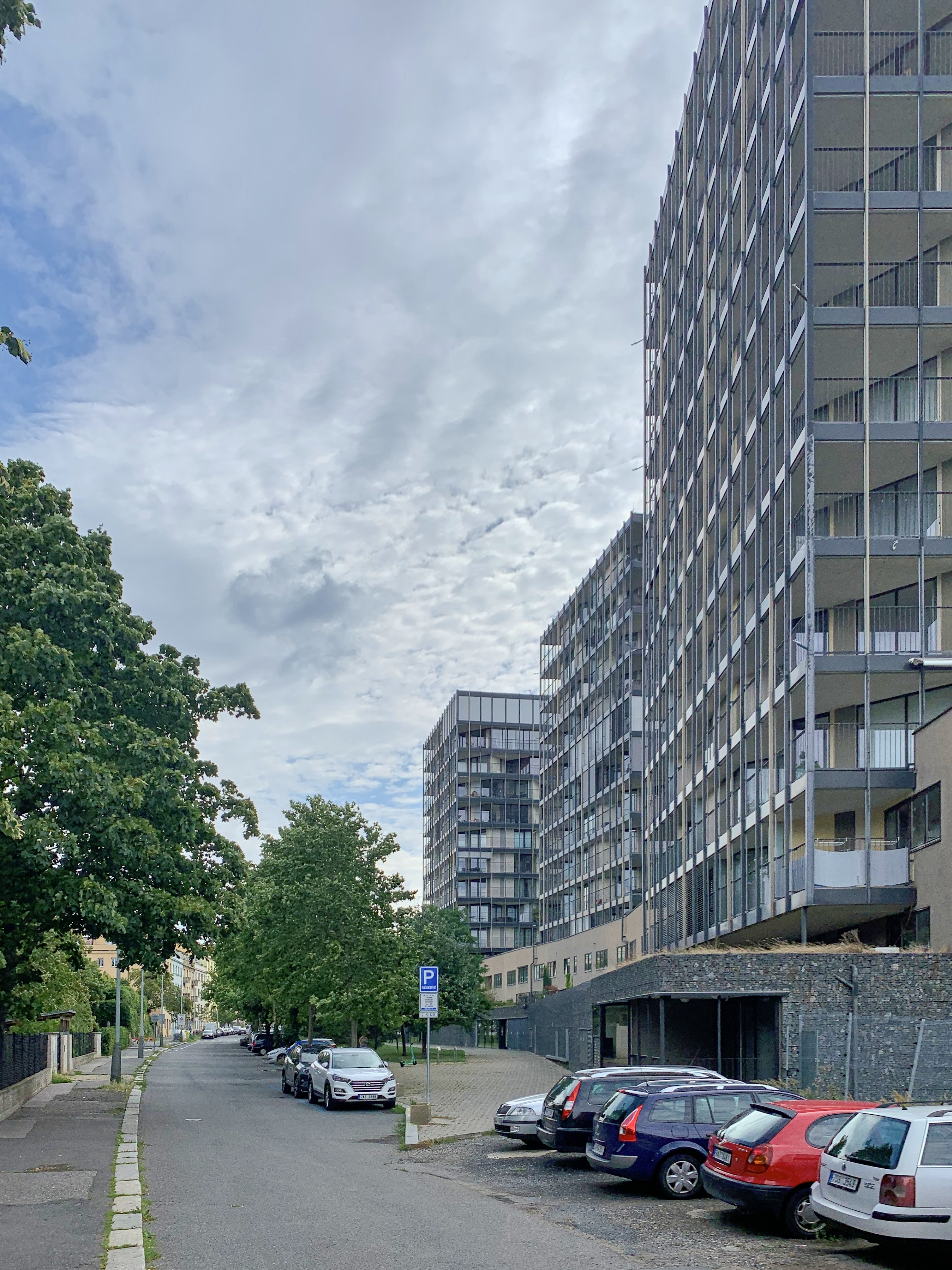
Budovy Central Parku
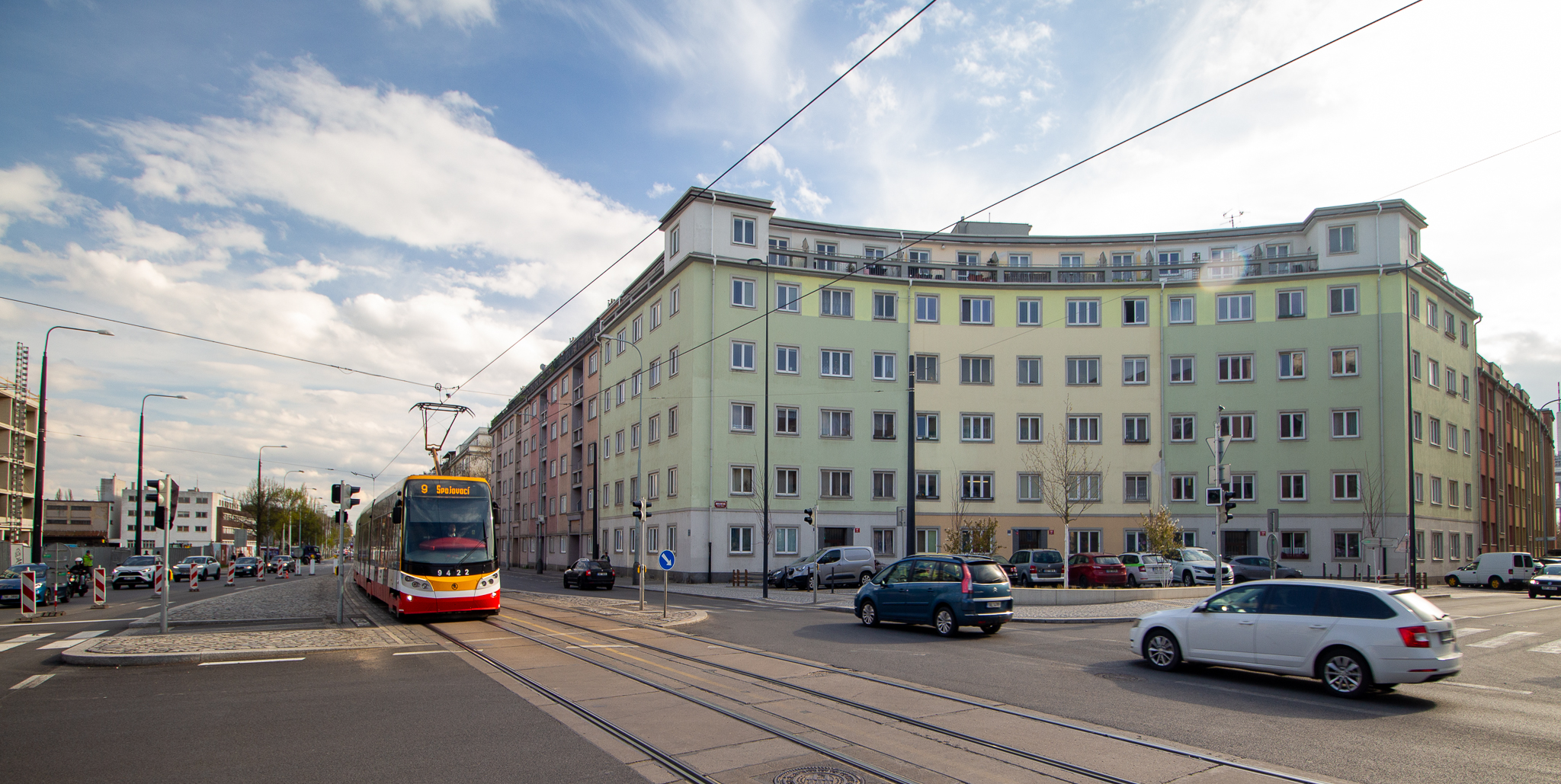
Basilejské náměstí, jihozápadní strana
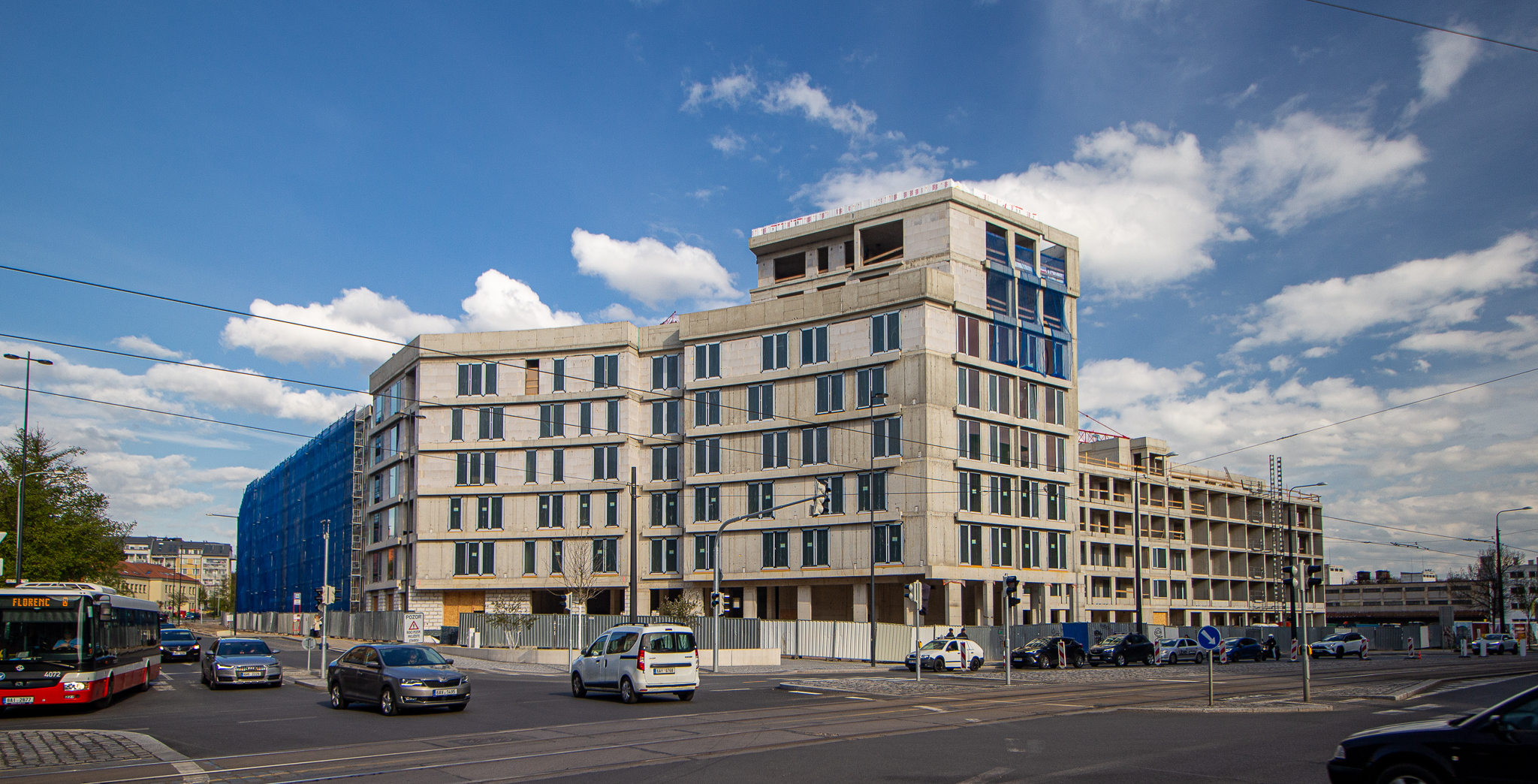
Basilejské náměstí, výstavba na jihovýchodní straně
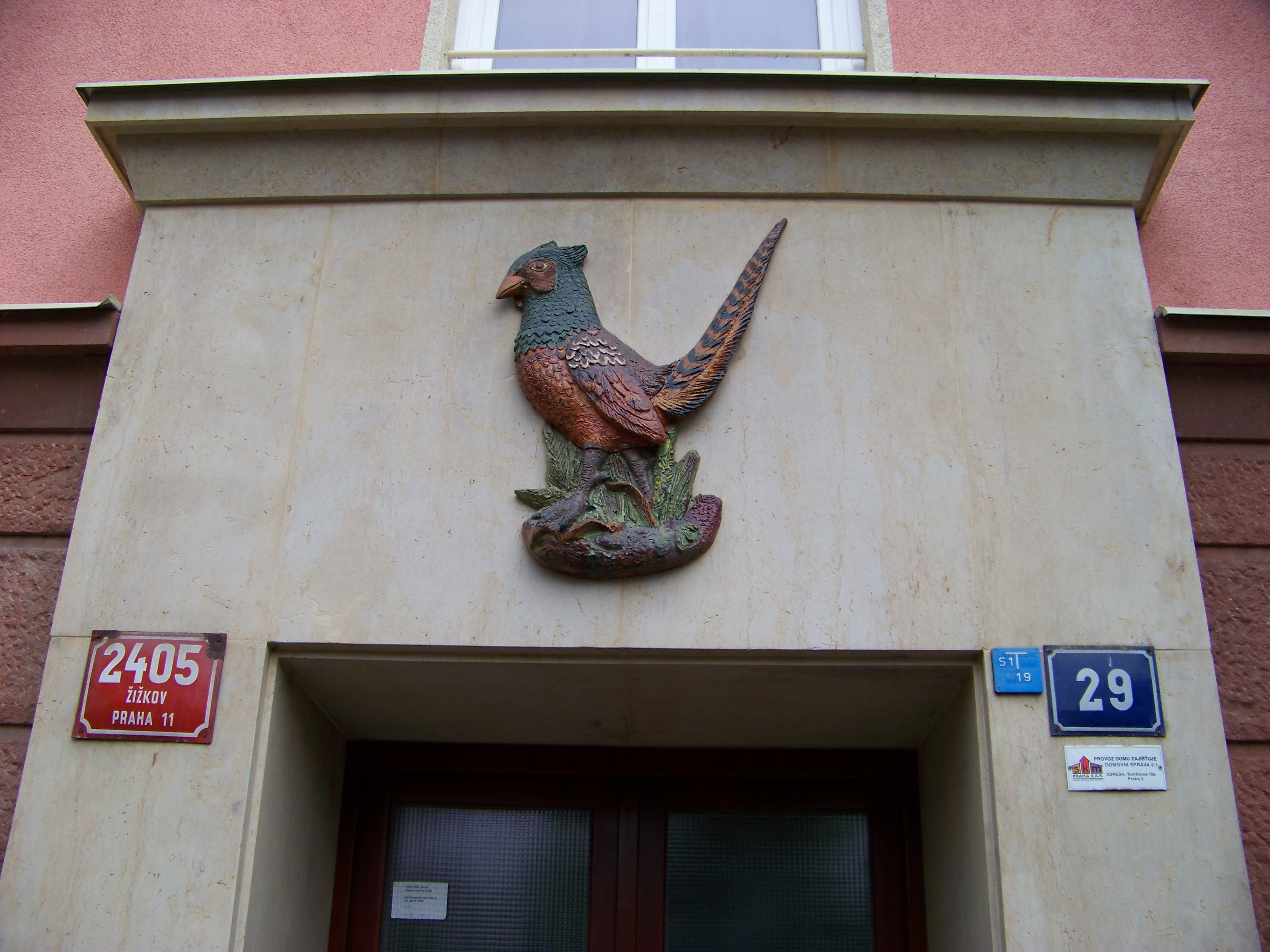
Malešická 29: reliéf nad vchodem
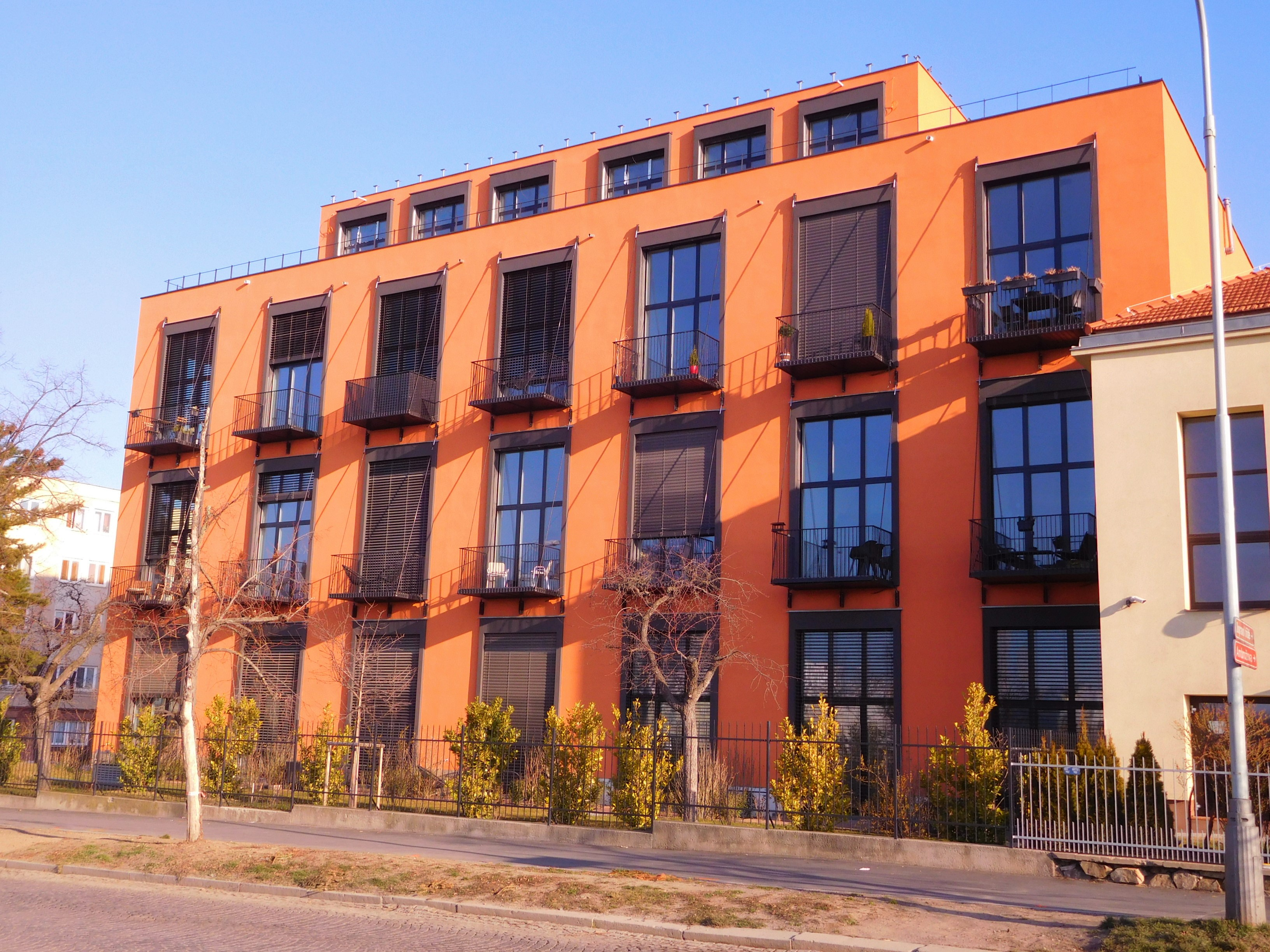
Malešická 39
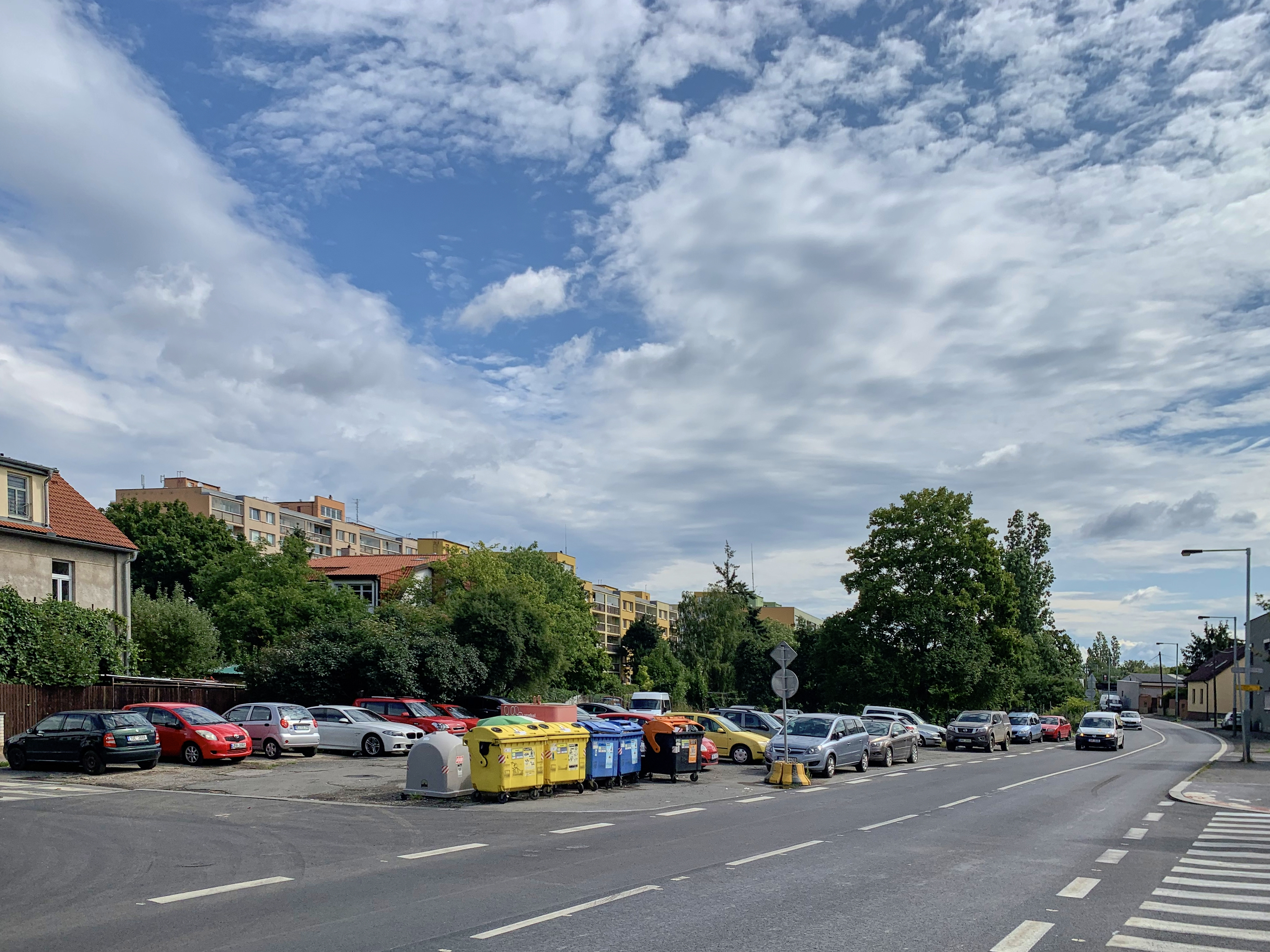
Malešická ulice u odbočky ulice Za Vackovem, pohled východním směrem
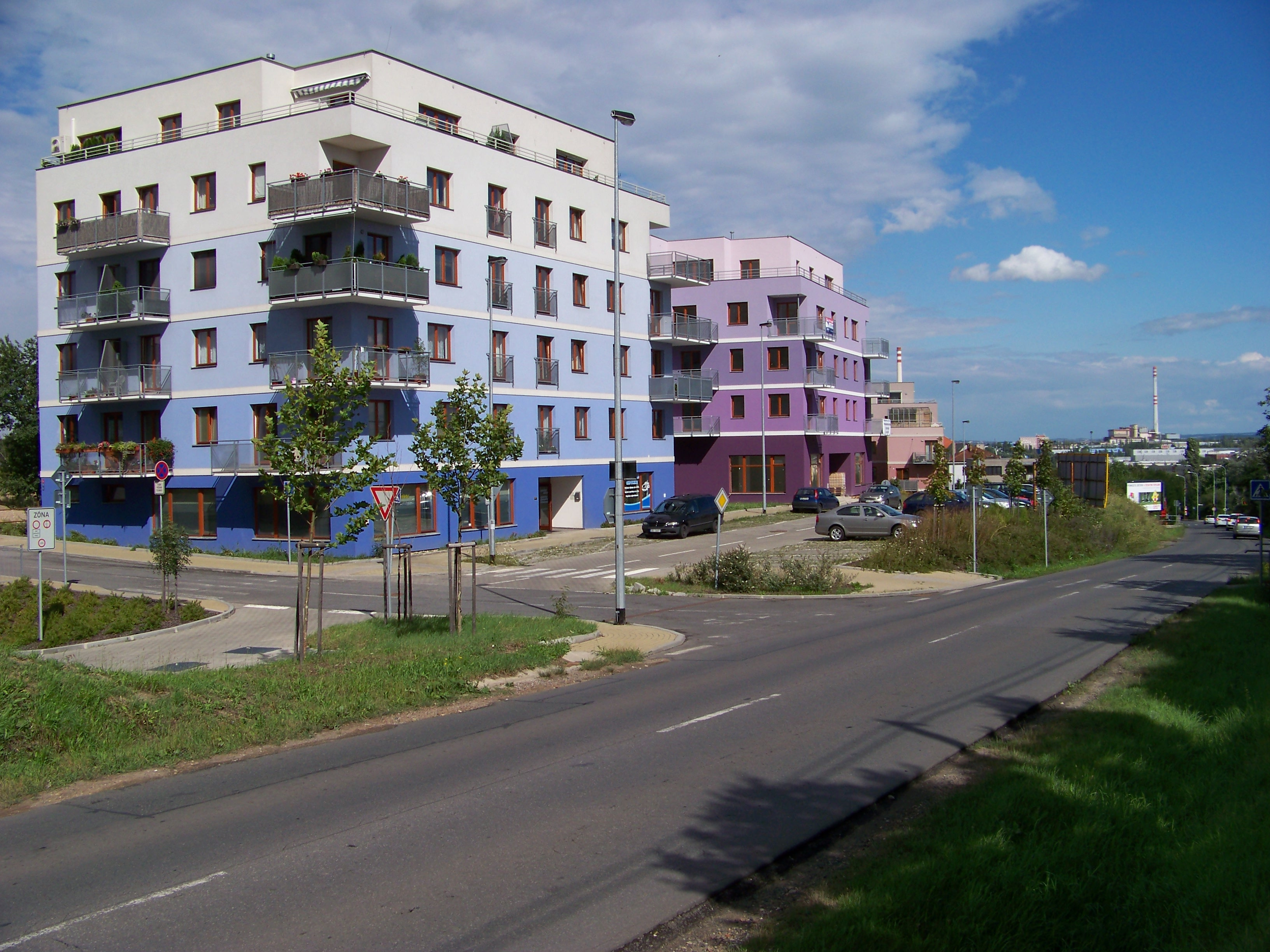
Novostavby u Malešické, mezi ulicemi Marciho a Akademická
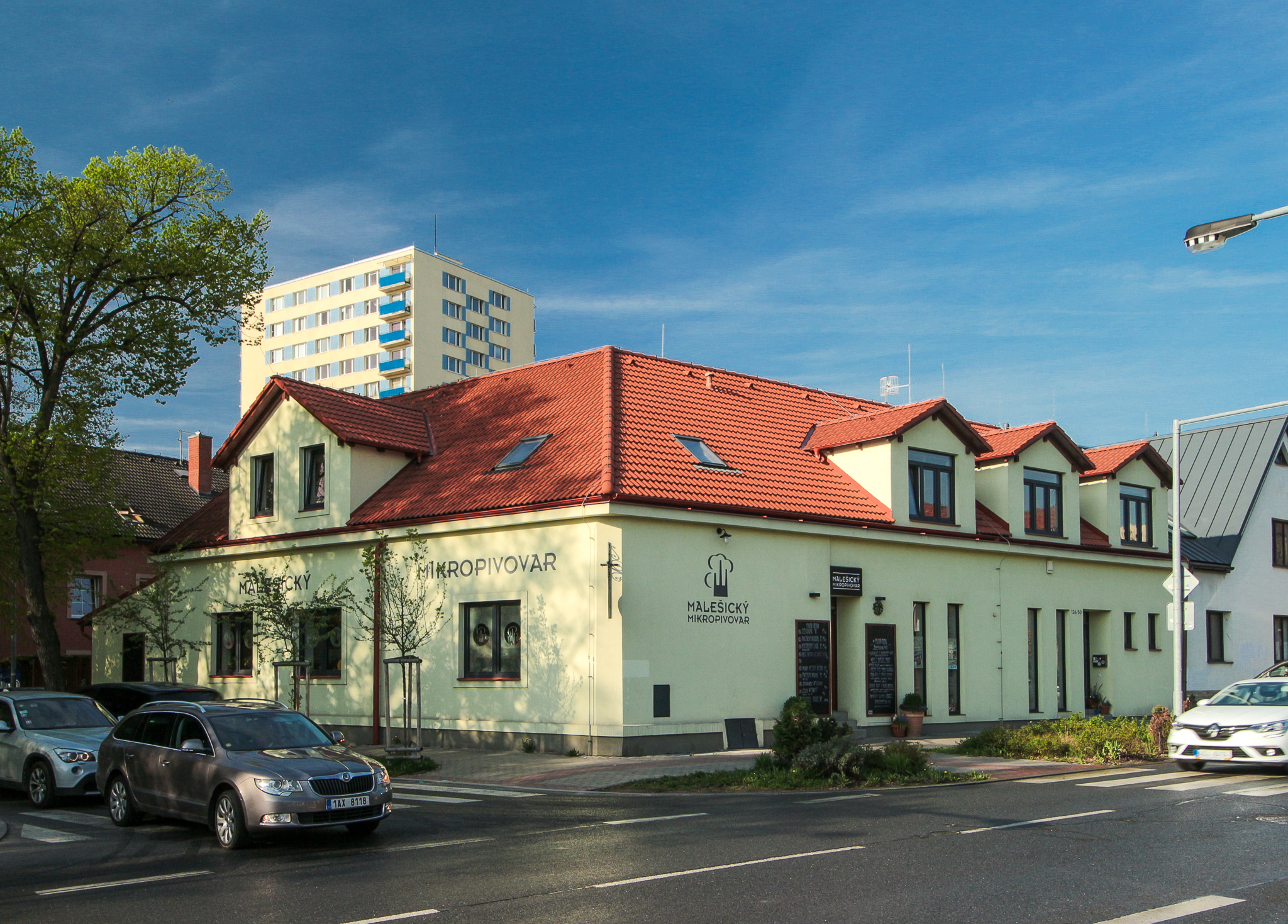
Malešický mikropivovar